# Murat Szujumagambetov
Murat Szujumagambetov, kazakul: Мурат Суюмагамбетов, (1983. október 14. –) kazak labdarúgó, csatár poszton játszik. Jelenleg a kazak FC Astana játékosa. Szujumagambetov pályafutását a Mangisztau Aktau csapatánál kezdte, majd játszott az Ordabasy Simkentben, a Tobol Kosztanajban, újra az Ordabasyban, végül 2007 januárjában az előző szezon bajnoka, az FC Astana igazolta le.
A kazak labdarúgó-válogatott keretének is tagja, eddig 13 alkalommal szerepelt a nemzeti csapatban. 2007. március 24-én 80 percet játszott a Kazahsztán-Szerbia Eb-selejtező mérkőzésen, melyen a hazaiak történelmi sikert aratva megszerezték első győzelmüket UEFA rendezvényen.

## Külső hivatkozások
- Szujumagambetov az FC Astana hivatalos honlapján (kazak)
- national-football-teams.com
- transfermarkt.de
- weltfussball.de[halott link]